# رافاييل ديلغادو (كاتب)
رافاييل ديلغادو (بالإسبانية: Rafael Delgado)‏ هو كاتب مكسيكي، ولد في 20 أغسطس 1853 في كوردوبا، المكسيك في المكسيك، وتوفي في 20 مايو 1914 في اوريزابا في المكسيك.